# Bergkat
De bergkat of andeskat (Leopardus jacobita) is een kleine katachtige uit het geslacht Leopardus. Vroeger werd hij tot het monotypische geslacht Oreailurus gerekend, maar DNA-onderzoek heeft echter uitgewezen dat dit geslacht tot het geslacht Leopardus gerekend dient te worden.

## Kenmerken
Terwijl hij slechts de grootte van een huiskat heeft, lijkt hij een stuk groter vanwege zijn bossige, lange staart en gestreept en gevlekte zilvergrijze dikke vacht met verticale strepen op de rug en ringen op de flanken. Poten en staart zijn gebandeerd. Hij kan verward worden met de meer algemene pampakat die er voor een leek wel op lijkt, en ook voorkomt in de Andes. De lichaamslengte bedraagt 58 tot 64 cm, de staartlengte 41 tot 48 cm en het gewicht 4 kg.

## Leefwijze
Zijn voedsel bestaat voornamelijk uit knaagdieren, zoals woelmuizen, vroeger ook chinchilla's.

## Bedreiging en bescherming
De chinchilla was waarschijnlijk de belangrijkste prooi voor de bergkat, maar dit dier is zo sterk bejaagd vanwege zijn pels dat hij in het wild bijna is uitgestorven. Nu is waargenomen dat de bergkat jaagt op viscacha's, die nog in verscheidene kleine kolonies voorkomen. De sterke afname van deze prooidieren is een van de hoofdoorzaken dat de bergkat nu zo zeldzaam is, en wellicht uitsterft als er niet snel maatregelen getroffen worden. Daarnaast, omdat de katten alleen hoog in de bergen voorkomen, zijn door mensen bewoonde valleien barrières geworden die de populatie van deze dieren in geïsoleerde gebieden opsplitst. Hierdoor kan zelfs een laag stroperniveau een grote aanslag op de populatie betekenen. Helaas worden ze vaak gedood in Chili en Bolivia vanwege lokaal bijgeloof. Ook is het een traditie in de Andes om gedroogde bergkat en pampakat te houden voor feesten, waarbij ze versierd worden met strikken en geld. Ze werden oorspronkelijk bejaagd met honden.
In 1996 publiceerde het IUCN het Cat Action Plan, wat leidde tot nadere bestudering van de bergkat. Bijvoorbeeld Conservation International-ecoloog Jim Sanderson heeft deze katten bestudeerd. Hij heeft een wild exemplaar gezien en gefotografeerd in 1998, nabij de Chileense grens met Peru. Later, in 2004, lokaliseerde hij een in Bolivia en voorzag hem van een radiozender. Lilian Villalba van de Andean Cat Alliance leidt een groots onderzoeksprogramma, inclusief radiotelemetriestudies, van 2001 tot 2006 in regio Khastor in Zuid-Bolivia. In conclusies van alle studies staat de zeldzaamheid van de bergkat; men schat de populatie op maximaal 2500 volwassen exemplaren, met als grootste subpopulatie maximaal 250 katten. De trend is dat hun aantal afneemt vanwege gebrek aan prooidieren en stroperij.

## Verspreiding
Deze soort komt voor in de Andes in Bolivia, Chili en Argentinië. Hij is eenmalig in Peru waargenomen in 1969, maar men denkt dat hij ook daar nog voorkomt. Een genetisch verschillende populatie is waargenomen in Argentijnse steppegebieden. Het is een van de minst bekende en tegelijk zeldzaamste katten; bijna alles wat bekend is over deze kat komt van enkele observaties in het wild, opgezette dieren in enkele lokale musea en van geschoten exemplaren. Er zijn geen exemplaren in gevangenschap.
Zijn habitat en voorkomen maken het de kleine tegenhanger van de sneeuwpanter; hij komt vrijwel alleen boven 3.500 meter voor, en ze zijn waargenomen op hoogtes tot 4.800 à 5.100 meter - ver boven de boomgrens. Vooral rotsige, droge, schaars begroeide gebieden behoren tot zijn leefgebied. Hij is voorts ook waargenomen op lagere gebieden, van minstens 650 meter hoog, in de Argentijnse steppen. Deze gebieden komen overeen met het historisch leefgebied van de chinchilla's, en het huidige leefgebied van de viscacha - zijn voornaamste prooien.